# Білегтійн Банзрагч
Білегтійн Банзрагч — монгольський партійний діяч та дипломат. Генеральний консул МНР у Києві
Кандидат у члени ЦК Монгольської народно-революційної партії (МНРП). У 1984 році брав участь в урочистих зборах у Києві представників громадськості з нагоди 60-річчя ІІІ з'їзду Народно-революційної партії і проголошення Монгольської Народної Республіки.